# Memento (album)
Dead Can Dance (1981–1998) – album kompilacyjny zespołu Dead Can Dance, wydany jako CD 18 (lub 25) października (2005 roku w Stanach Zjednoczonych nakładem wytwórni Rhino Entertainment Company.

## Album

### Zawartość
Memento to skondensowana wersja wydanego w 2003 roku dwupłytowego Wake, który był skondensowaną wersją wydanego w 2001 roku trzypłytowego (plus DVD) Dead Can Dance (1981–1998). Trzynaście z 15 utworów znajduje się również na Wake, a listę uzupełniają „Ariadne” i „The Song of the Sibyl”.

### Lista utworów
Zestaw utworów:
| 1.  | Nierika                                            | 5:47    |
|     |                                                    |         |
| 2.  | The Ubiquitous Mr. Lovegrove                       | 6:16    |
|     |                                                    |         |
| 3.  | Cantara                                            | 5:59    |
|     |                                                    |         |
| 4.  | The Carnival Is Over                               | 5:26    |
|     |                                                    |         |
| 5.  | Ariadne                                            | 1:55    |
|     |                                                    |         |
| 6.  | Enigma Of The Absolute                             | 4:14    |
|     |                                                    |         |
| 7.  | The Lotus Eaters                                   | 6:42    |
|     |                                                    |         |
| 8.  | In The Kingdom Of The Blind The One-Eyed Are Kings | 4:12    |
|     |                                                    |         |
| 9.  | Sanvean                                            | 3:48    |
|     |                                                    |         |
| 10. | Yulunga                                            | 6:57    |
|     |                                                    |         |
| 11. | The Song Of The Sibyl                              | 3:47    |
|     |                                                    |         |
| 12. | I Can See Now                                      | 2:56    |
|     |                                                    |         |
| 13. | American Dreaming                                  | 4:31    |
|     |                                                    |         |
| 14. | The Host Of Seraphim                               | 6:20    |
|     |                                                    |         |
| 15. | How Fortunate The Man With None                    | 9:11    |
|     |                                                    |         |
|     |                                                    | 1:18:01 |
|     |                                                    |         |

## Odbiór

### Opinie krytyków
| Oceny łączne      | Oceny łączne |
| Publikacja        | Ocena        |
| ----------------- | ------------ |
| Album of the Year | 69/100       |
| Recenzje          |              |
| Publikacja        | Ocena        |
| AllMusic          | [ 3 ]        |
| Pitchfork         | 7.6/10       |
| PopMatters        | 4/10         |
| Prog Archives     | 3.30/5       |
| RYM               | 3.66/5       |
| Under the Radar   | 8/10         |

Według Andy’ego Kellmana z AllMusic słabością tego wydawnictwa jest brak na nim utworów z początkowego okresu działalności zespołu, który położył wyraźny nacisk na utwory z albumów Into the Labyrinth z 1993 roku i Toward the Within z roku następnego. W związku z tym można go „postrzegać jako nieoficjalnego następcę A Passage in Time, antologii wydanej przez Ryko w 1991 roku. Tak czy inaczej, Memento to dobry sposób na zamoczenie palców w nim, ale nie bójcie się zanurzyć”.
Zdaniem Marka Richardsona z magazynu Pitchfork taki a nie inny zestaw utworów na kompilacji „ma sens, biorąc pod uwagę, że Memento zostało pomyślane częściowo jako pamiątka dla tych, którzy przybyli na ich ostatnią trasę koncertową. Dead Can Dance był intensywnym zespołem wymagającym pewnego zaangażowania, a dla wielu osób 70 minut doskonałej muzyki to wszystko, czego naprawdę potrzebują.
Według Nicka Hymana z magazynu Under the Radar „ta płyta to świetny sposób na rozpoczęcie doceniania tego zespołu, ale jeszcze lepszy jest zestaw pudełkowy, który jest nadal w druku i zawiera ich fantastyczny film koncertowy Toward the Within na DVD wraz z kilkoma płytami, które zapewniają szersze spojrzenie na ich szczególny rodzaj wielkości”.
Adam Besenyodi z magazynu PopMatters twierdzi, że Momento to „próba zarobienia na Perrym i Gerrard, którzy w tym roku wyruszyli w trasę koncertową pod szyldem Dead Can Dance. Memento: The Very Best of Dead Can Dance jest słabe i niepotrzebne w porównaniu z poprzednimi pozycjami w katalogu tego szczególnego i wyjątkowego zespołu”.